# Fotbollsallsvenskan 2014
Die Fotbollsallsvenskan 2014 war die 90. Spielzeit der höchsten schwedischen Fußballliga. Sie begann am 30. März mit dem ersten Spieltag, der letzte Spieltag fand am 1. November 2014 statt. Aufgrund der Weltmeisterschaftsendrunde 2014 in Brasilien – für die sich die schwedische Nationalmannschaft nicht qualifizierte – gab es zwischen dem 2. Juni und dem 5. Juli 2014 eine Sommerpause. Die Spielzeit war durch den Tod eines Anhängers am ersten Spieltag überschattet.

## Modus
16 Mannschaften werden in Hin- und Rückspiel an 30 Spieltagen um den Lennart-Johansson-Pokal spielen, der als Trophäe für den schwedischen Meistertitel ausgelobt ist, sowie um den Einzug in den Europapokal und gegen den Abstieg in die zweitklassige Superettan.
Der Tabellenführer nach dem letzten Spieltag wird als schwedischer Landesmeister ausgezeichnet werden und wird an der Qualifikation zur UEFA Champions League 2015/16 teilnehmen. Die zwei dahinter platzierten Mannschaften werden neben dem Sieger des Landespokals, der bereits bis zum Sommer ermittelt wird, in die Qualifikation zur UEFA Europa League 2015/16 einziehen. Die beiden Tabellenletzten werden direkt in die Superettan absteigen, der Drittletzte wird in einer aus Hin- und Rückspiel bestehenden Relegationsrunde gegen den Tabellendritten der zweiten Liga antreten.

## Saisonverlauf

### Vor Saisonbeginn und Hintergrund
Seit der Spielzeit 2008 spielen 16 Mannschaften in der Allsvenskan um den schwedischen Meistertitel in der Allsvenskan. Als Titelverteidiger und damit Teilnehmer in der Qualifikation zur UEFA Champions League geht Malmö FF in die 79. Erstligaspielzeit der Vereinsgeschichte, neben dem Klub aus Schonen schafften Vizemeister AIK, der Tabellendritte IFK Göteborg als Sieger des schwedischen Landespokals und damit auch der Tabellenvierte Kalmar FF im Vorjahr den Einzug als Qualifikationsrundenteilnehmer zur UEFA Europa League in die Qualifikationsrunden zum Europapokal. Als Sieger in den Relegationsspielen des Vorjahres hatte Halmstads BK den Klassenerhalt geschafft, damit gibt es nur zwei Aufsteiger aus der Superettan. Neben dem zu Saisonbeginn Elften der ewigen Tabelle der Allsvenskan Örebro SK schaffte Falkenbergs FF erstmals den Aufstieg in die höchste Spielklasse.
Nach Ablauf der vorherigen Saison kam es zwischen den beiden Spielzeiten zu einigen Trainerwechseln in der ersten Spielklasse:
- Den Anfang machte Nanne Bergstrand von Kalmar FF, der nach zwölf Jahren beim Verein eine neue Herausforderung suchte und bereits im Juli bekannt gegeben hatte, den Klub zu verlassen.[1] Ihn ersetzte der Verein durch Hans Eklund, der mit dem als Abstiegskandidaten gehandelten Falkenbergs FF überraschend den Aufstieg in die Allsvenskan geschafft hatte.[2]
- Gleichzeitig demissionierte Per-Mathias Høgmo, der ebenfalls bereits während des Saisonverlaufs, allerdings erst Ende September, seinen Abschied von Djurgårdens IF zum Saisonende verkündet hatte, um die norwegische Nationalmannschaft zu übernehmen.[3] Wenige Tage nach Saisonende wurde mit Per Olsson, dem bisherigen Trainer von Gefle IF, ein Nachfolger verpflichtet.[4]
- Aufsteiger Falkenbergs FF verpflichtete Anfang Dezember Henrik Larsson als neuen Übungsleiter.[5]
- Als Nachfolger von Per Olsson engagierte Mitte Dezember Gefle IF Roger Sandberg.[6]
- Meister Malmö FF musste Ende November den Verlust des Meistertrainers Rikard Norling verkraften, der nach Norwegen wechselte.[7] Als Nachfolger holte der Klub im Januar den Norweger Åge Hareide.[8]
- Ebenfalls Ende November musste der Stockholmer Klub IF Brommapojkarna den Abschied seines Trainers hinnehmen, als Roberth Björknesjö seinen Abschied verkündete.[9] Während dieser zum Zweitligisten Östers IF weiterzog, rückte bei seinem bisherigen Arbeitgeber sein vormaliger Trainerassistent Stefan Billborn zum Cheftrainer auf.[10]

Wenige Tage vor dem ersten Spieltag fand der offizielle Saisonauftakt mit dem jährlichen Zusammentreffen von Offiziellen, Trainer und ausgewählten Spielern statt, das am 25. März im Swedbank Stadion in Malmö ausgetragen wurde. Bei einer im Rahmen der Veranstaltung durchgeführten Umfrage wurde der amtierende Meister Malmö FF mit sieben Nennungen knapp gefolgt von Vizemeister AIK unter den Trainern zum Hauptfavoriten auf den Gewinn des Lennart-Johansson-Pokals gekürt, auch bei allen Anwesenden war der Klub mit 41,9 % der Nennungen vor AIK (38 %) der Spitzenreiter.

### Tod eines Anhängers am ersten Spieltag und Spielabbruch
Am ersten Spieltag trafen u. a. Helsingborgs IF und Djurgårdens IF aufeinander, das Spiel war für den 30. März terminiert worden. Vor Spielbeginn kam es in der Helsingborger Innenstadt zu einem Zwischenfall, bei dem ein Anhänger des Stockholmer Klubs attackiert wurde. Er erlitt schwere Kopfverletzungen, denen er später im Krankenhaus erlag. Nachdem sich die Nachricht im Olympia verbreitete, gab es „Mörder“-Rufe seitens der Anhänger von Djurgårdens IF in Richtung der HIF-Fans. Zudem stürmten die Fans kurz vor der Halbzeit das Spielfeld, daraufhin brach Schiedsrichter Martin Hansson das Spiel beim Zwischenstand von 1:1 ab. Am 14. April entschied der Verband, die abgebrochene Partie nicht fortzusetzen und mit 1:1-Unentschieden zu werten.
Bereits am Tag nach dem Spiel nahm die Polizei, die wegen Totschlags ermittelte, einen Tatverdächtigen kurzzeitig fest, ließ ihn aber nach dem Verhör wieder frei. Während aus Ermittlerkreisen von einem Einzeltäter ausgegangen wurde, wurden in der Presse Zeugenaussagen mit drei Tätern zitiert. In der Nacht vom 31. März auf den 1. April stellte sich der Täter der Polizei. Im Juni wurde er zu acht Monaten Haft verurteilt.

### Weitere Trainerwechsel
Im Juni 2013 ersetzte Alexander Axén bei seinem Jugendverein, dem Erstligisten Örebro SK, den aus persönlichen Gründen von seinem Amt zurückgetretenen bisherigen Cheftrainer Per-Ola Ljung. Dieser übernahm anschließend das Traineramt beim Göteborger Zweitligisten GAIS.
Am 19. Juli entließ Mjällby AIF auf dem Relegationsplatz liegend den bisherigen Cheftrainer Lars Jacobsson, der zeitweise durch Jonas Andersson als Interimstrainer ersetzt wurde. Bereits zwei Tage später verpflichtete der Verein Anders Linderoth als Nachfolger, Jonas Andersson und Patrik Rosengren wurden als seine Trainerassistenten engagiert.

### Saisonverlauf
Bereits am ersten Spieltag übernahm der Vorjahrestitelträger Malmö FF durch einen 3:0-Heimerfolg über Aufsteiger Falkenbergs FF nach Toren von Magnus Eriksson und dem zweifach erfolgreichen Simon Thern die Tabellenführung, die der Klub mit vier aufeinanderfolgenden Siegen behauptete. Nachdem Djurgårdens IF am fünften Spieltag ein 2:2-Unentschieden erreicht hatte, fügte BK Häcken am siebten Spieltag mit einem 2:1-Auswärtserfolg in Malmö nach zwei Toren von Moestafa El Kabir in den ersten zehn Spielminuten bei einem Gegentreffer von Markus Halsti dem Meister die ersten Niederlage zu. Dennoch blieb der Klub mit seinerzeit einem Punkt Vorsprung auf Kalmar FF an der Tabellenspitze und baute den Abstand in der Folge bis zur nächsten Niederlage am 22. Spieltag – Gegner war erneut Djurgårdens IF – wieder auf. Da die Konkurrenz um IFK Göteborg, IF Elfsborg und AIK sich insbesondere auch gegenseitig schwächte, erreichte der Malmöer Klub am 27. Spieltag vorzeitig die Titelverteidigung. Dabei profitierte der Klub von deutlichen Niederlagen von IFK Göteborg (0:3 bei IFK Norrköping) und IF Elfsborg (1:5 bei Örebro SK) sowie einem gleichzeitigen 3:2-Erfolg bei AIK, als Markus Rosenberg fünf Minuten vor Spielende der Siegtreffer gelang. Hinter den drei Klubs stand auch noch BK Häcken im Kampf um die zwei Europapokalplätze, nachdem der Klub zeitweise bis zu sechs Punkte Rückstand auf das Führungsquartett hatte.
Neben Aufsteiger Falkenbergs FF fanden sich insbesondere Helsingborgs IF, Mjällby AIF, Gefle IF, IF Brommapojkarna und Halmstads BK zu Saisonbeginn im hinteren Tabellendrittel wieder. Während Helsingborgs IF bis zum Ende des ersten Saisondrittels den mittleren Tabellenbereich erreicht hatte, setzten sich vor allem Mjällby AIF und der Stockholmer Klub IF Brommapojkarna im Bereich der Abstiegsränge fest – beiden Mannschaften gelang erst jeweils am siebten Spieltag der erste Saisonsieg. Als Mjällby AIF im direkten Duell am elften Spieltag durch ein Tor von Marcus Ekenberg auswärts erfolgreich war, wechselten die Mannschaften die Position und IF Brommapojkarna belegte fortan den letzten Rang. Nachdem in der Folge die Stockholmer ohne Sieg geblieben waren, stand bereits am 25. Spieltag der Abstieg in die Superettan fest. Parallel verließ Mjällby AIF eine Zeitlang die Abstiegsplätze, wohin Halmstads BK gelangt war.
Unterdessen war auch der Örebro SK im Sommer in den Abstiegskampf gerutscht und belegte zur Saisonmitte zeitweise den Relegationsplatz, nach einer Erfolgsserie rückte der Klub in der Folge jedoch wieder in die obere Tabellenhälfte und hatte kurz vor Saisonende noch theoretische Chancen auf den Einzug in die UEFA Europa League. Zwischen dem 17. und 23. Spieltag stand Mjällby AIF wieder auf dem zweiten Abstiegsplatz, anschließend standen auch Falkenbergs FF und IFK Norrköping neben dem Klub jeweils auf dem 15. Tabellenrang.

## Abschlusstabelle
| Pl. | Verein             | Sp. | S  | U  | N  | Tore    | Diff. | Punkte |
| --- | ------------------ | --- | -- | -- | -- | ------- | ----- | ------ |
| 1.  | Malmö FF (M)       | 30  | 18 | 8  | 4  | 059:310 | +28   | 62     |
| 2.  | IFK Göteborg       | 30  | 15 | 11 | 4  | 058:340 | +24   | 56     |
| 3.  | AIK Solna          | 30  | 15 | 7  | 8  | 059:420 | +17   | 52     |
| 4.  | IF Elfsborg (P)    | 30  | 15 | 7  | 8  | 040:310 | +9    | 52     |
| 5.  | BK Häcken          | 30  | 13 | 7  | 10 | 058:450 | +13   | 46     |
| 6.  | Örebro SK (N)      | 30  | 13 | 7  | 10 | 054:440 | +10   | 46     |
| 7.  | Djurgårdens IF     | 30  | 11 | 10 | 9  | 047:330 | +14   | 43     |
| 8.  | Åtvidabergs FF     | 30  | 12 | 7  | 11 | 039:460 | −7    | 43     |
| 9.  | Helsingborgs IF    | 30  | 10 | 9  | 11 | 041:440 | −3    | 39     |
| 10. | Halmstads BK (R)   | 30  | 11 | 6  | 13 | 044:500 | −6    | 39     |
| 11. | Kalmar FF          | 30  | 10 | 9  | 11 | 036:450 | −9    | 39     |
| 12. | IFK Norrköping     | 30  | 9  | 9  | 12 | 039:500 | −11   | 36     |
| 13. | Falkenbergs FF (N) | 30  | 9  | 6  | 15 | 037:490 | −12   | 33     |
| 14. | Gefle IF           | 30  | 8  | 8  | 14 | 034:420 | −8    | 32     |
| 15. | Mjällby AIF        | 30  | 8  | 5  | 17 | 029:470 | −18   | 29     |
| 16. | IF Brommapojkarna  | 30  | 2  | 6  | 22 | 028:690 | −41   | 12     |

Platzierungskriterien: 1. Punkte – 2. Tordifferenz – 3. geschossene Tore

| Zum Saisonende 2014: |                                                                   |
| Schwedischer Meister, Teilnahme an der Qualifikation zur UEFA Champions League 2015/16 Schwedischer Pokalsieger und Teilnahme an der 2. Qualifikationsrunde zur UEFA Europa League 2015/16 Teilnahme an der 1. Qualifikationsrunde zur UEFA Europa League 2015/16 Teilnahme an der Relegation gegen den Abstieg Abstieg in die Superettan 2015 |                                                                   |
| |                                                                   |
| Zum Saisonende 2013: |                                                                   |
| (M) | Amtierender Meister: Malmö FF                                     |
| (P) | Amtierender Pokalsieger 2013/14: IF Elfsborg                      |
| (R) | Sieger der Relegation: Halmstads BK                               |
| (N) | Neuaufsteiger aus der Superettan 2013: Falkenbergs FF, Örebro SK, |

## Kreuztabelle
| 2014 | 2014              | Malmö FF | GÖT | AIK Solna | IF Elfsborg | BK Häcken | Örebro SK | Djurgårdens IF |     | Helsingborgs IF | Halmstads BK | Kalmar FF | IFK Norrköping | Falkenbergs FF | Gefle IF | Mjällby AIF | IF Brommapojkarna |
| 1.   | Malmö FF          |          | 2:2 | 2:2       | 1:2         | 1:2       | 3:2       | 2:2            | 3:0 | 1:1             | 3:1          | 3:1       | 3:0            | 3:0            | 1:0      | 4:1         | 2:0               |
| 2.   | IFK Göteborg      | 0:3      |     | 0:2       | 0:0         | 3:2       | 2:1       | 2:1            | 5:0 | 6:2             | 5:1          | 2:0       | 2:2            | 1:0            | 4:0      | 3:1         | 3:0               |
| 3.   | AIK Solna         | 2:3      | 0:2 |           | 2:1         | 1:0       | 1:1       | 1:1            | 4:1 | 2:1             | 0:1          | 3:0       | 1:2            | 3:0            | 3:1      | 2:1         | 4:2               |
| 4.   | IF Elfsborg       | 0:1      | 0:0 | 1:1       |             | 3:1       | 1:0       | 0:1            | 1:0 | 1:0             | 4:1          | 2:0       | 3:0            | 1:0            | 1:0      | 3:1         | 2:2               |
| 5.   | BK Häcken         | 3:3      | 1:1 | 2:2       | 0:2         |           | 4:1       | 2:1            | 0:2 | 1:1             | 3:0          | 4:1       | 2:0            | 1:2            | 3:1      | 1:1         | 3:1               |
| 6.   | Örebro SK         | 1:2      | 3:4 | 4:2       | 5:1         | 5:2       |           | 0:1            | 3:2 | 1:1             | 1:2          | 2:0       | 2:2            | 0:0            | 2:2      | 1:0         | 3:1               |
| 7.   | Djurgårdens IF    | 2:0      | 0:0 | 2:3       | 1:1         | 1:2       | 0:3       |                | 0:1 | 2:2             | 3:0          | 0:0       | 1:1            | 1:0            | 1:2      | 4:0         | 3:2               |
| 8.   | Åtvidabergs FF    | 2:1      | 1:1 | 0:3       | 2:1         | 1:0       | 1:2       | 1:1            |     | 1:2             | 1:0          | 3:1       | 2:2            | 2:0            | 2:2      | 2:1         | 3:2               |
| 9.   | Helsingborgs IF   | 0:1      | 0:3 | 3:1       | 4:1         | 4:2       | 1:1       | 1:1            | 0:0 |                 | 1:4          | 4:1       | 0:0            | 1:0            | 1:1      | 3:1         | 3:1               |
| 10.  | Halmstads BK      | 0:1      | 2:2 | 2:2       | 1:1         | 1:4       | 1:2       | 2:1            | 1:3 | 2:1             |              | 1:1       | 0:0            | 4:0            | 3:2      | 1:2         | 3:0               |
| 11.  | Kalmar FF         | 1:1      | 1:1 | 1:1       | 0:0         | 2:3       | 2:0       | 0:4            | 2:2 | 2:0             | 1:3          |           | 2:0            | 3:1            | 2:1      | 2:1         | 1:1               |
| 12.  | IFK Norrköping    | 1:2      | 3:0 | 2:4       | 4:2         | 0:0       | 2:0       | 3:5            | 2:1 | 2:0             | 1:2          | 0:0       |                | 0:3            | 1:0      | 1:1         | 3:1               |
| 13.  | Falkenbergs FF    | 2:5      | 1:2 | 4:1       | 2:3         | 1:1       | 1:3       | 1:0            | 3:0 | 2:0             | 1:1          | 1:3       | 4:2            |                | 1:1      | 1:1         | 1:0               |
| 14.  | Gefle IF          | 0:0      | 1:1 | 1:2       | 0:1         | 1:0       | 1:2       | 1:1            | 0:1 | 2:1             | 2:0          | 0:2       | 1:2            | 3:1            |          | 1:0         | 3:0               |
| 15.  | Mjällby AIF       | 0:1      | 3:0 | 1:0       | 1:0         | 1:4       | 0:1       | 0:2            | 1:0 | 1:2             | 2:1          | 0:2       | 3:1            | 1:1            | 2:2      |             | 0:1               |
| 16.  | IF Brommapojkarna | 1:1      | 1:1 | 0:4       | 0:1         | 1:5       | 2:2       | 0:4            | 2:2 | 0:1             | 0:3          | 1:2       | 3:0            | 2:3            | 1:2      | 0:1         |                   |

## Relegation
Der 14. der Allsvenskan 2014 und spielte gegen den 3. der Superettan 2014 in einer Play-off-Runde mit Hin- und Rückspiel um die Relegation. Das Hinspiel fand am 6. und das Rückspiel am 9. November 2014 statt. Der Sieger qualifizierte sich für die Allsvenskan 2015.
|               | Gesamt |          | Hinspiel | Rückspiel |
| ------------- | ------ | -------- | -------- | --------- |
| Ljungskile SK | 1:4    | Gefle IF | 1:3      | 0:1       |

## Torschützenliste
| Pl. | Name             | Team            | Tore |
| --- | ---------------- | --------------- | ---- |
| 01. | Lasse Vibe       | IFK Göteborg    | 23   |
| 02. | David Accam      | Helsingborgs IF | 17   |
| 02. | Ricardo Santos   | Åtvidabergs FF  | 17   |
| 04. | Markus Rosenberg | Malmö FF        | 15   |
| 05. | Nabil Bahoui     | AIK Solna       | 14   |
| 05. | Emil Forsberg    | Malmö FF        | 14   |
| 05. | Alhassan Kamara  | Örebro SK       | 14   |
| 08. | Henok Goitom     | AIK Solna       | 12   |
| 09. | Mikael Boman     | Halmstads BK    | 10   |
| 09. | Simon Gustafsson | BK Häcken       | 10   |
| 09. | Alhaji Kamara    | IFK Norrköping  | 10   |
| 09. | Emir Kujović     | IFK Norrköping  | 10   |
| 09. | Marcus Pode      | Örebro SK       | 10   |
| 09. | Måns Söderqvist  | Kalmar FF       | 10   |

## Meistermannschaft Malmö FF
| 18. Titel | Malmö FF |
| Malmö FF  | - Tor: Robin Olsen (29/-); Zlatan Azinović (2/-) - Abwehr: Filip Helander (28/1); Erik Johansson (25/-); Ricardinho (22/-); Anton Tinnerholm (14/1); Pa Konate (11/-); Miiko Albornoz (9/-); Pontus Jansson (9/1); Matías Concha (8/-); Johan Hammar (7/-) Mahmut Özen (1/-) - Mittelfeld: Markus Halsti (26/1); Simon Kroon (19/-); Enoch Kofi Adu (15/-); Erdal Rakip (15/-); Simon Thern (14/2); Guillermo Molins (11/8); Amin Nazari (10/-); Piotr Johansson (2/-) - Sturm: Magnus Eriksson (30/5); Emil Forsberg (29/14); Paweł Cibicki (21/3); Isaac Kiese Thelin (14/5); Agon Mehmeti (10/2) - Trainer: Åge Hareide |